# Stanisław Otok
Stanisław Otok (ur. 1 września 1932 w Miechowie, zm. 19 grudnia 2019 w Warszawie) – polski uczony, profesor nauk geograficznych.

## Życiorys
W 1957 roku zawarł związek małżeński z Anną Achmatowicz – związek ten przetrwał blisko 63 lata. Studiował na Uniwersytecie Jagiellońskim, potem na Uniwersytecie Warszawskim, gdzie w 1964 roku otrzymał stopień naukowy doktora, a następnie w 1972 roku – doktora habilitowanego na podstawie dorobku naukowego i pracy habilitacyjnej. Dnia 27 września 1984 – uchwałą Rady Państwa, otrzymał tytuł profesora nadzwyczajnego w zakresie nauk geograficznych. W 1998 roku Minister Edukacji Narodowej, na wniosek ATK, nadał mu tytuł profesora zwyczajnego.
Od 1955 do 2014 roku pracował naukowo: w tym 40 lat pracy na Uniwersytecie Warszawskim na Wydziale Geografii. Po przejściu na emeryturę podjął pracę w ATK przekształconym następnie w UKSW gdzie zapamiętano go jako „pełnego pasji przewodnika po świecie geografii politycznej, wytrawnego pedagoga i badacza, ale także jako życzliwego, sympatycznego współpracownika, który oddal ATK wiele cennego czasu i zaangażowania działając na rzecz tworzenia i konsolidacji środowiska naukowego, które z czasem przyjęło nazwę Instytutu Nauk o Polityce i Administracji UKSW. Wkład Pana Profesora w rozwój naszej instytucji jest nieoceniony” (podpisali prof. Radosław Zenderowski, prof. Sławomir Sowiński oraz dr Andrzej Rudowski).

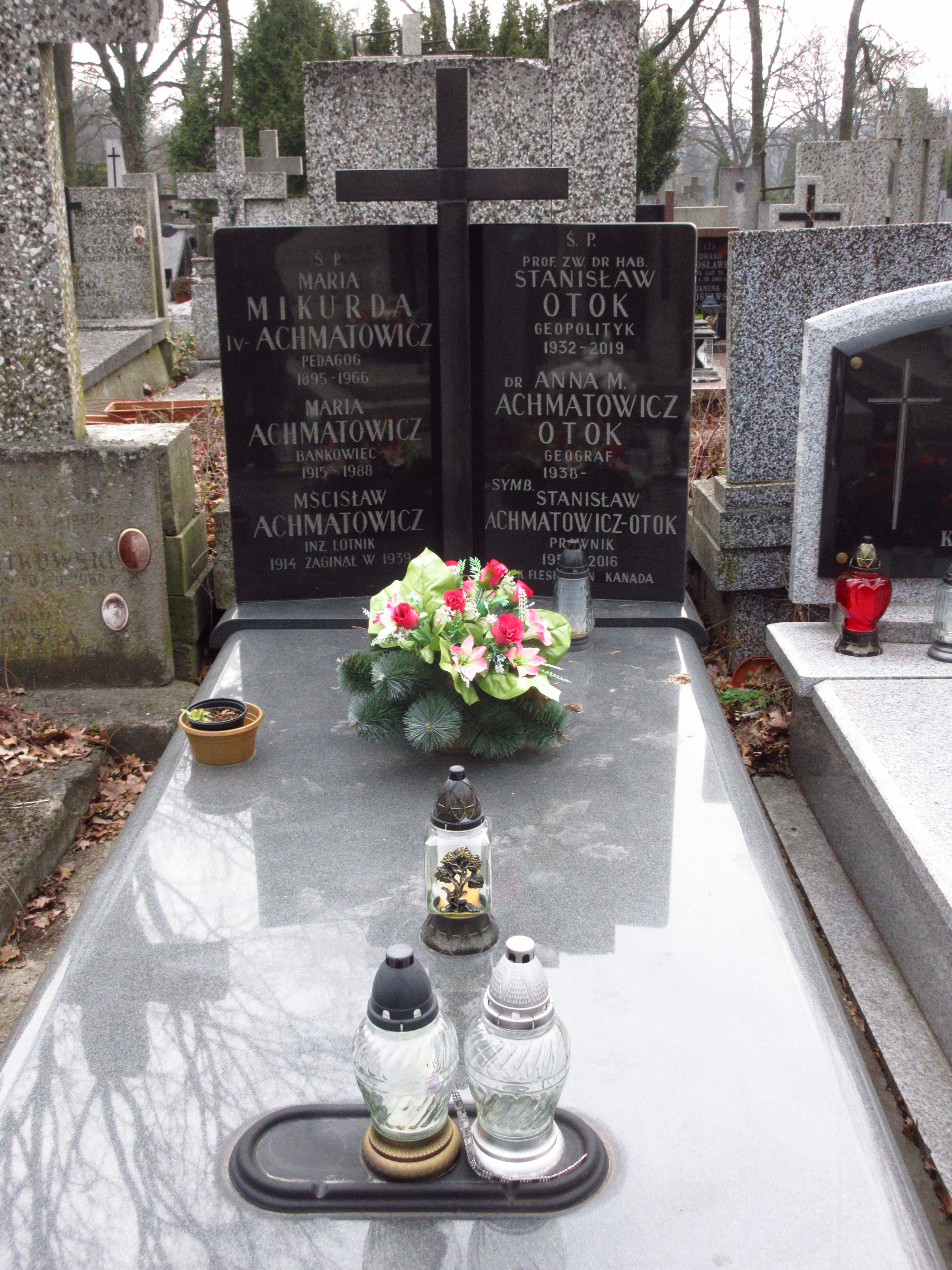
Grób profesora Stanisława Otoka na Cmentarzu Bródnowskim.

Stanisław Otok otrzymywał stypendia i staże zagraniczne: Węgry 1961 r., Australia 1967–68, Austria 1980, Grecja 1981, Wielka Brytania 1986 r. Był Visiting Professor w Columbia University w Nowym Jorku USA 1979 r., Kentucky University – Lexington USA 1983–84 r., Akron University Ohio USA 1984–1987 r. oraz 1988–1991, York University Toronto Kanada 2001 r. Był autorem lub współautorem 23 książek i podręczników, 95 artykułów naukowych, 435 notatek, recenzji z zakresu geografii społecznej, politycznej i geopolityki.
Pracował w Prywatnej Wyższej Szkole Businessu i Administracji na Wydziale Administracji, Prawa i Dyplomacji; w Wyższej Szkole Pedagogicznej im. Janusza Korczaka w Warszawie w latach 2002–2012 (profesor emeryt na pełnym etacie) na Wydziale Nauk Społecznych w Warszawie; w Katedrze Geopolityki na Wydziale Nauk Historycznych i Społecznych Uniwersytetu Kardynała Stefana Wyszyńskiego w latach 1996–2014, oraz w Almamer Wyższej Szkole Ekonomicznej w Warszawie.
Zmarł po chorobie dnia 19 grudnia 2019 w Warszawie. Został pochowany na cmentarzu Bródnowskim (kwatera 18H-3-28).

## Publikacje
- 1971: Regionalizacja ekonomiczna Australii[1]
- 1985: Polonia australijska / Anna Achmatowicz-Otok, Stanisław Otok[1]
- 1987: Geografia społeczna[1]
- 1996: Geografia Polityczna – Geopolityka-Państwo-Ekopolityka, PWN
- 1998: Geografia Polityczna – Geopolityka- Państwo – Ekopolityka (wyd. rozszerzone), PWN
- 2001-2005: Geografia Polityczna – Geopolityka -Państwo – Ekopolityka (wyd.szóste, siódme i ósme rozszerzone),PWN
- 2006-2012: Geografia Polityczna -Geopolityka-Ekopolityka – Globalistyka, (wydania rozszerzone)PWN